# توماس بيندكت (نساج)
توماس بيندكت (بالإنجليزية: Thomas Benedict)‏ هو نساج ‏ أمريكي، ولد في 1617 في نوتنغهام في المملكة المتحدة، وتوفي في 28 فبراير 1689 في نوروولك في الولايات المتحدة.